# Coenagrion puella
Chuồn chuồn kim xanh da trời (danh pháp khoa học Coenagrion puella) là một loài chuồn chuồn kim được tìm thấy ở phần lớn châu Âu. Nó có màu xanh da trời và đen riêng biệt.
Chúng thường ở gần vùng cỏ và ao hồ và bay từ tháng 5 đến tháng 9.

## Hình ảnh

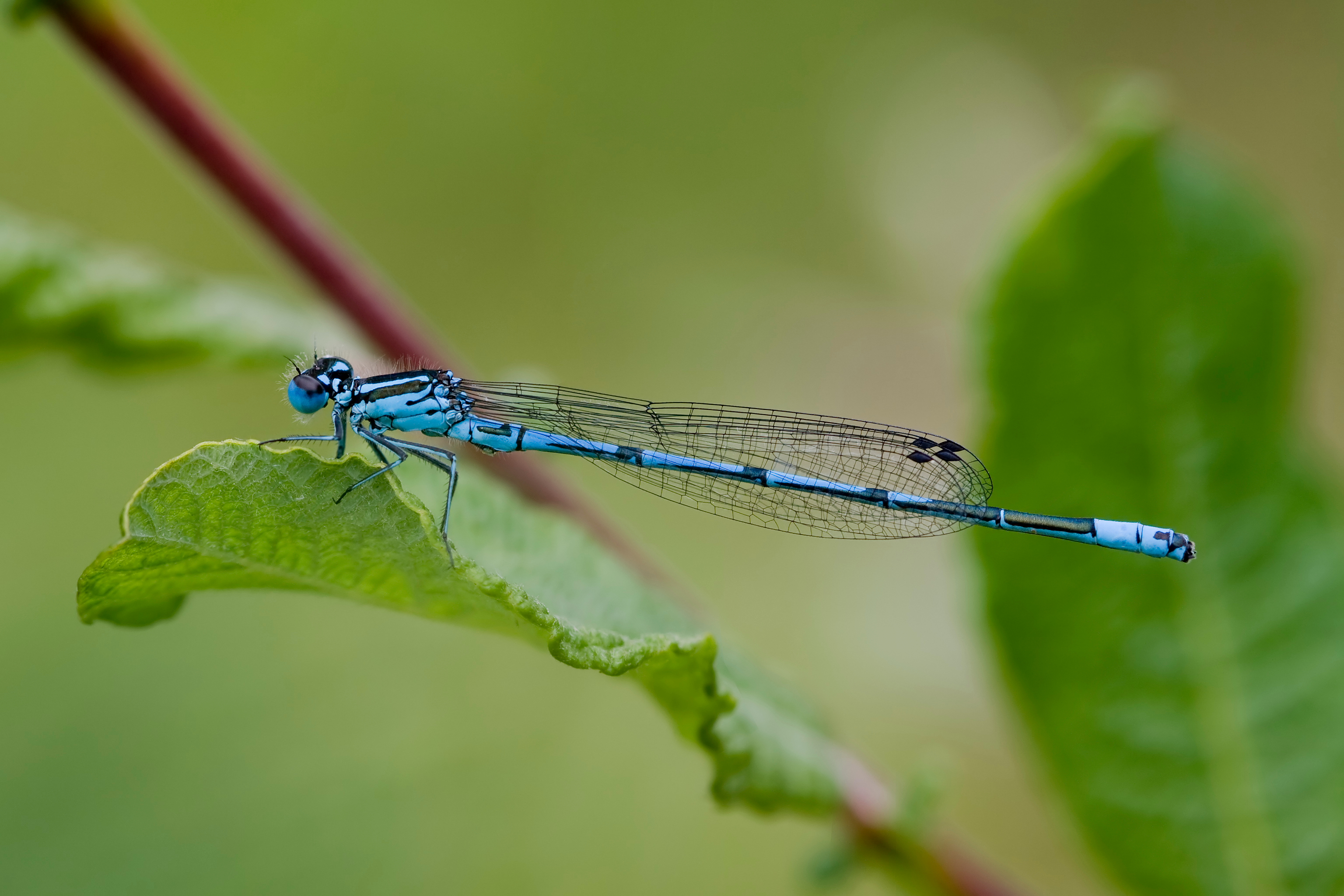
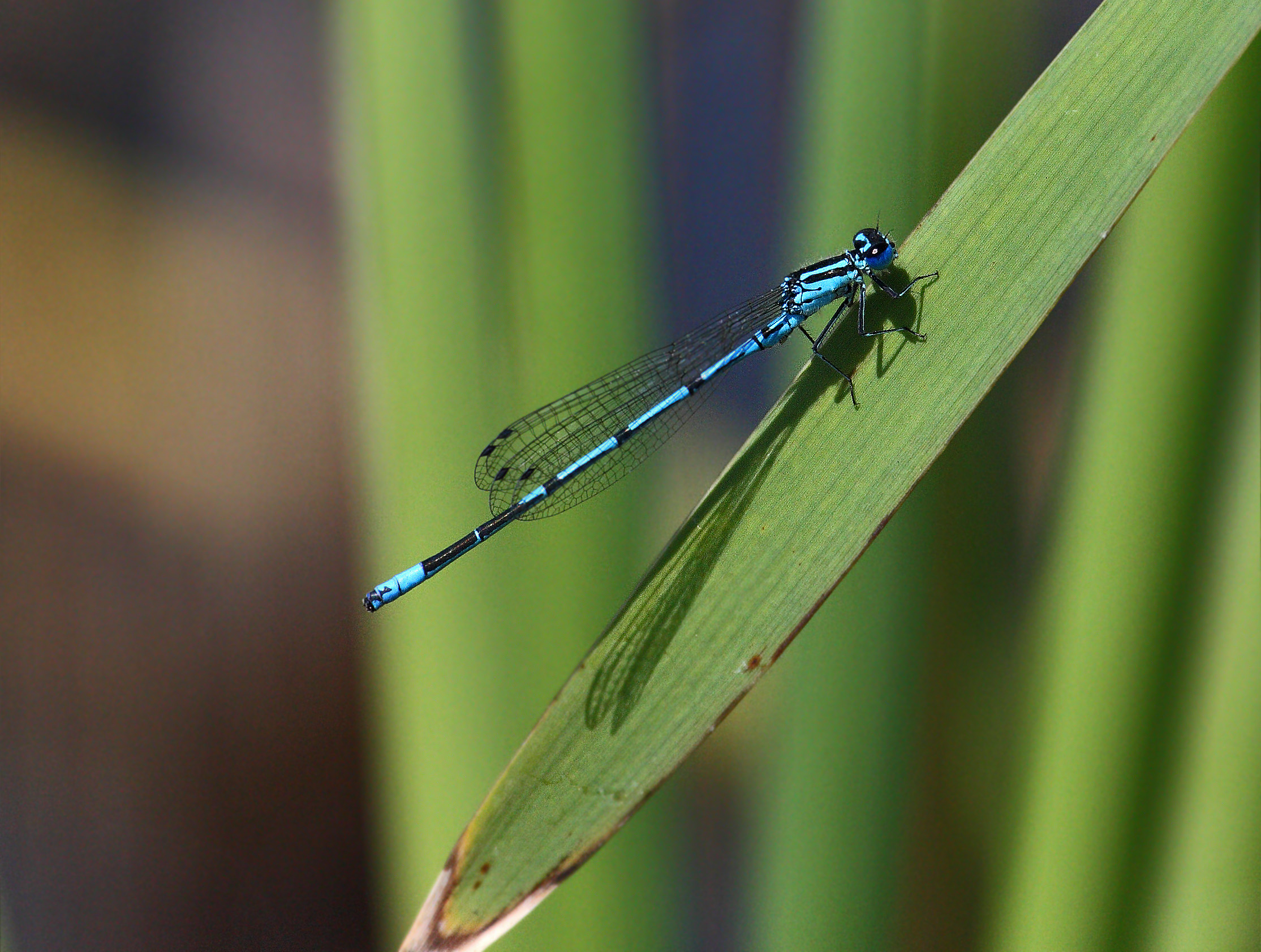
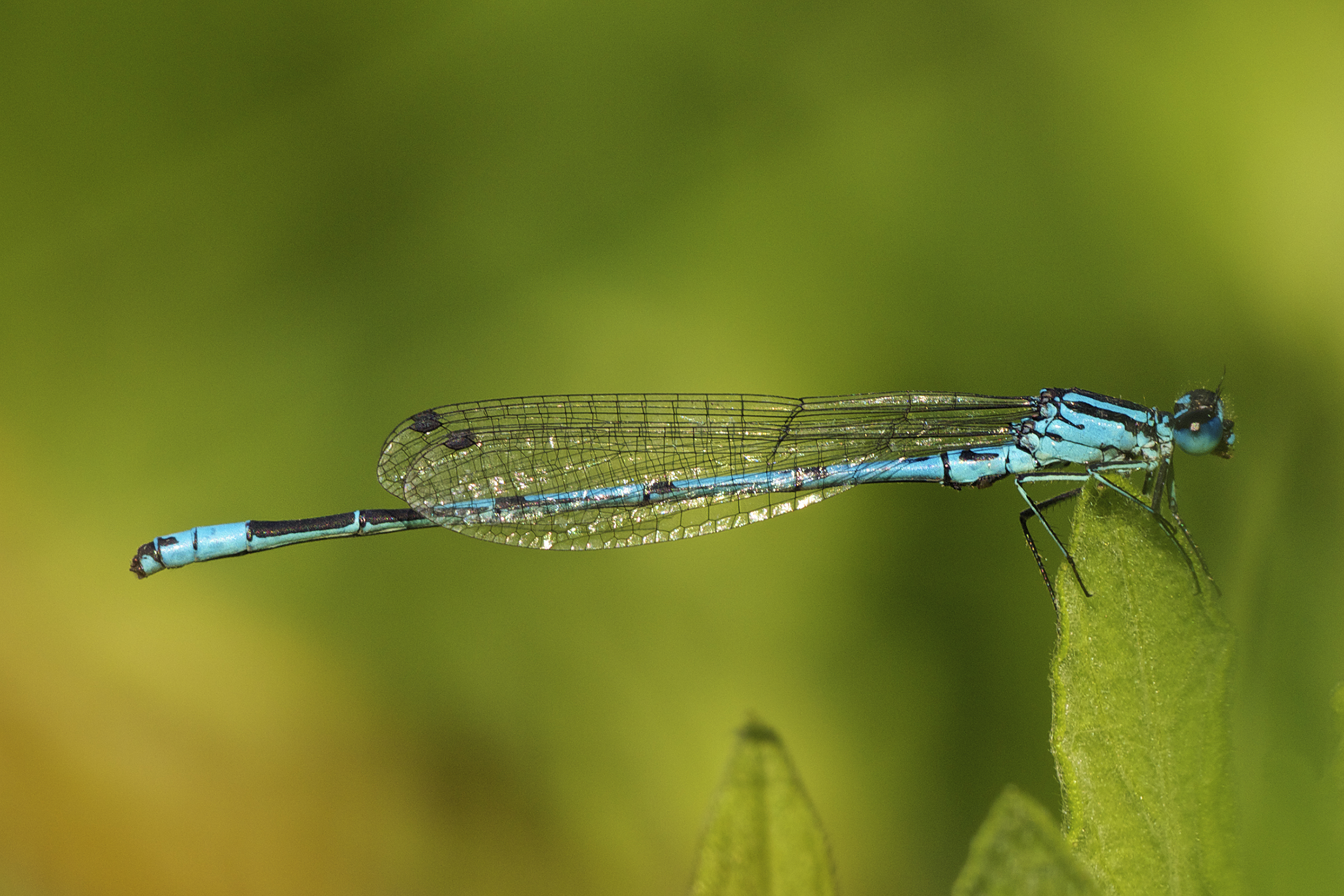
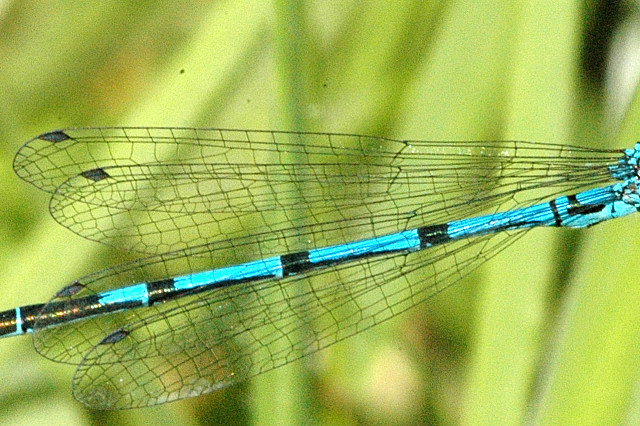